# Université populaire de Carthagène

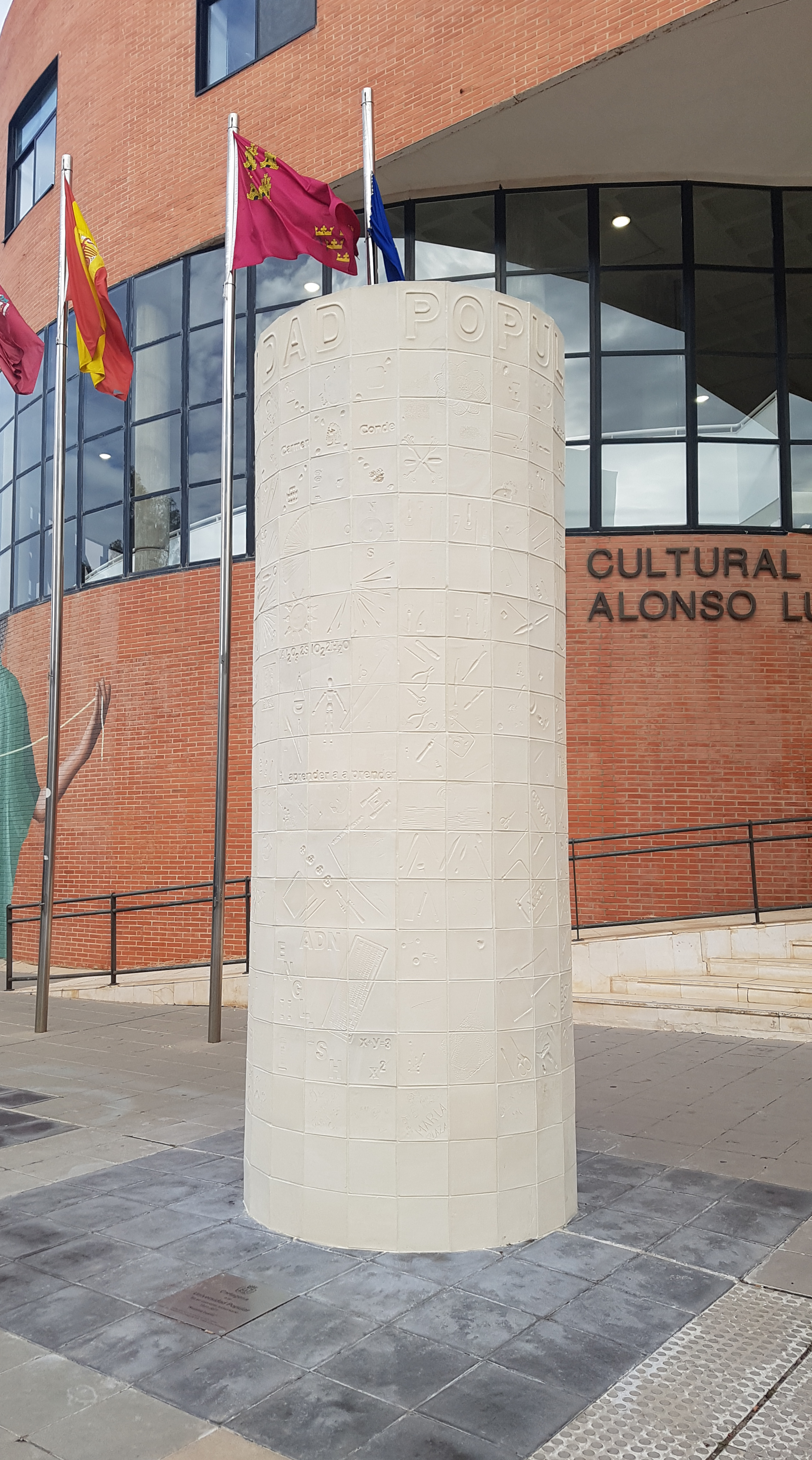
Edifice de l'université populaire de Carthagène.

L'Université Populaire de Carthagène (en espagnol :Universidad Popular de Cartagena, UP) est une institution universitaire espagnole, fondée en 1932 dans la ville de Carthagène, dans la région de Murcie.

## Histoire
En 1931, après la proclamation de la Deuxième République, le nouveau Gouvernement national propose une amélioration de la situation éducative en Espagne, avec un programme ambitieux de réformes et d'initiatives, dans le champ des Misiones Pedagógicas  ou de La Barraca du poète Federico Garcia Lorca. 
En souhaitant collaborer dans cette initiative, les poètes Carmen Conde et Antonio Oliver décident de mettre en œuvre, dans leur ville natale de Carthagène, une université populaire, institution reconnue en France, mais pas encore en Espagne. 
L'idée se concrétise avec l'ouverture du centre le 10 mars 1932, avec l'objectif de promouvoir l'alphabétisation de la population en proposant des cours gratuits et la programmation d'événements culturels.

## Personnalités liées à l'université
- Amanda Junquera Butler (1898-1986), écrivaine et universitaire;
- Carmen Conde (1907-1996), écrivaine et universitaire[2];